# Castello di Lews
Il castello di Lews (in inglese: Lews Castle; in gaelico scozzese: Caisteal Leòdhais) è un castello fortificato di epoca vittoriana situato a ovest della città di Stornoway, Isola di Lewis, in Scozia.

## Storia

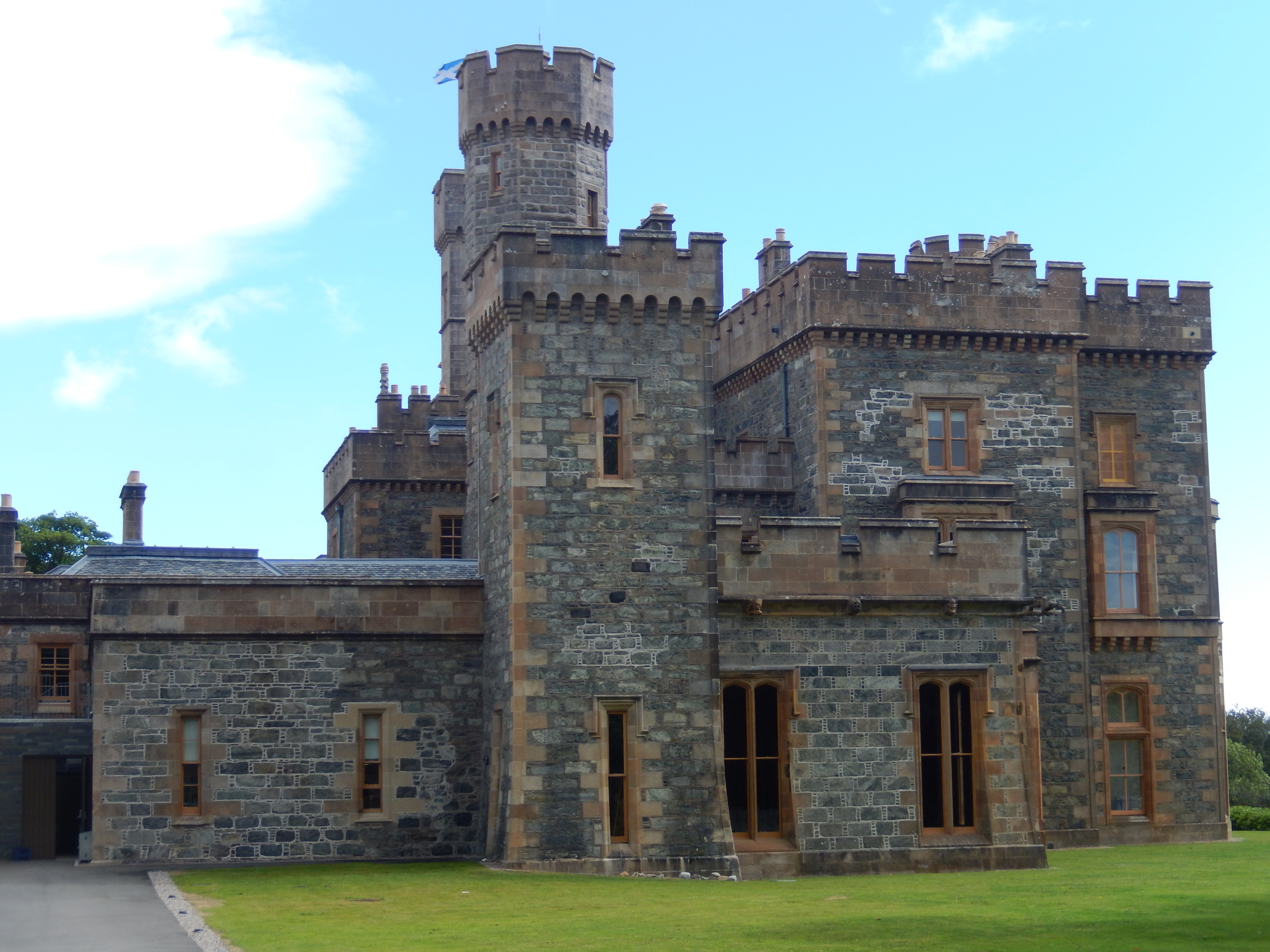
Vista posteriore del castello

Fu costruito tra il 1844 e il 1851 come residenza di campagna per Sir James Matheson che aveva acquistato l'intera isola alcuni anni prima con i proventi dal commercio cinese di oppio. Fu progettato dall'architetto Charles Wilson.
Nel 1918 la tenuta incluso il castello, fu acquistata dall'industriale Lord Leverhulme dalla famiglia Matheson, il quale nel 1923 donò il castello alla parrocchia di Stornoway.
Durante la seconda guerra mondiale il castello fu utilizzato come alloggio per l'equipaggio aereo e di terra della 700 Naval Air Squadron. La base era stata chiamata Mentor HMS.
Dopo la fine della guerra negli anni 50, il castello fu utilizzato come alloggio per gli studenti del Lews Castle College. Dopo la chiusura degli alloggi, l'edificio cadde in disuso per diversi decenni.
L'edificio, che è protetto con la classificazione di categoria A, è ora di proprietà del consiglio locale, il Comhairle nan Eilean Siar. Il 22 novembre 2011 il castello ricevette 4,6 milioni di sterline dal National Lottery Heritage Fund per consentirne la conversione in museo e centro culturale bilingue. Nel 2016 il piano terra del castello è stato riaperto al pubblico, con una sala da ballo restaurata e un caffè. Nel 2017 la Natural Retreats, una società operante nel settore delle vacanze di lusso, ha aperto alcuni appartamenti all'interno del castello.